# الدعارة في باكستان
الدعارة في باكستان هي ثقافة محظورة في تجارة الجنس، وهي موجودة كسر معلن ولكنها غير قانونية. تستند الدعارة إلى حد كبير في الهياكل التنظيمية مثل بيوت الدعارة أو تعززها فتيات المكالمات الفردية. 
تعتبر تجارة الجنس غير قانونية في البلاد بسبب إعلان ممارسة الجنس خارج نطاق الزواج كنشاط غير أخلاقي. وبالتالي، فإن البغايا الباكستانيات يعملن في الخفاء وعلى الرغم من الصعوبات القانونية، فإن الدعارة في باكستان منتشرة.  في بعض مناطق البلاد، تعتبر الدعارة غير قانونية تمامًا ويعاقب عليها بالإعدام، لا سيما في المناطق القبلية الخاضعة للإدارة الفيدرالية (FATA) وخيبر بختونخوا ومناطق بلوشستان.  
يعترف معظم المحللين بالفقر كعامل حاسم في دفع النساء نحو مهنة مثل الدعارة.  نمت الدعارة بين الإناث والذكور في العائد العملي في باكستان على مر السنين. مع هذه الزيادة في تجارة الجنس المهنية في البلاد، بدأت المنظمات غير الحكومية في القلق بشأن قضايا مثل التمييز والإيدز. يقدر تقرير برنامج الأمم المتحدة المشترك لمكافحة الإيدز لعام 2017 أن هناك حوالي 229441 عاهرة في البلاد.